# Liste der Einträge im National Register of Historic Places im Meigs County (Tennessee)
Diese Liste der Einträge im National Register of Historic Places im Meigs County (Tennessee) enthält alle im Meigs County, Tennessee in das National Register of Historic Places eingetragenen Gebäude, Bauwerke, Objekte, Stätten oder historischen Distrikte.
Diese Liste entspricht dem Bearbeitungsstand des National Park Service/National Register of Historic Places vom 4. Oktober 2024.

## Legende
| NRHP | Historic Place |

## Aktuelle Einträge
| [ 2 ] | Name                                                | Bild                       | Eintragsdatum                  | Lage | Ort         | Beschreibung |
| ----- | --------------------------------------------------- | -------------------------- | ------------------------------ | --- | ----------- | ------------ |
| 1     | Big Sewee Creek Bridge                              |                            | 6. Juli 1982 ID-Nr. 82003995   | Tennessee State Route 58 und Center Point Rd. 35° 35′ 37″ N, 84° 42′ 46″ W                                | Decatur     |              |
| 2     | John M. Black Cabin                                 |                            | 6. Juli 1982 ID-Nr. 82004016   | Big Sewee Creek Rd. 35° 38′ 52″ N, 84° 37′ 57″ W                                                          | Ten Mile    |              |
| 3     | Blythe Ferry                                        | weitere Bilder             | 5. Jan. 1983 ID-Nr. 83003055   | nördlich von Birchwood an der Tennessee State Route 60 und am Tennessee River 35° 24′ 51″ N, 85° 0′ 41″ W | Birchwood   |              |
| 4     | James Cowan House                                   |                            | 6. Juli 1982 ID-Nr. 82003994   | Old Bunker Hill Rd. 35° 22′ 35″ N, 84° 56′ 1″ W                                                           | Big Spring  |              |
| 5     | Decatur Methodist Church                            | Decatur Methodist Church   | 6. Juli 1982 ID-Nr. 82003997   | Vernon Street 35° 30′ 46,5″ N, 84° 47′ 30″ W                                                              | Decatur     |              |
| 6     | S.S. Eaves House                                    |                            | 6. Juli 1982 ID-Nr. 82003998   | Eaves Ferry Rd. 35° 32′ 45″ N, 84° 48′ 2″ W                                                               | Decatur     |              |
| 7     | Ewing House                                         |                            | 6. Juli 1982 ID-Nr. 82004018   | River Rd. 35° 40′ 3″ N, 84° 43′ 38″ W                                                                     | Ten Mile    |              |
| 8     | Feezell Barn                                        |                            | 6. Juli 1982 ID-Nr. 82004019   | Tennessee State Route 58 35° 38′ 34″ N, 84° 41′ 19″ W                                                     | Ten Mile    |              |
| 9     | Georgetown Road                                     |                            | 23. März 2022 ID-Nr. 100007556 | 8100 Block in der Nähe der Tennessee State Route 60 35° 17′ 56,4″ N, 84° 57′ 23,4″ W                      | Georgetown  |              |
| 10    | James R. Gettys House                               |                            | 6. Juli 1982 ID-Nr. 82004020   | N. No Pone Valley Rd. 35° 35′ 29″ N, 84° 40′ 41″ W                                                        | Ten Mile    |              |
| 11    | James R. Gettys Mill                                |                            | 6. Juli 1982 ID-Nr. 82004021   | N. No Pone Valley Rd. 35° 35′ 31″ N, 84° 40′ 42″ W                                                        | Ten Mile    |              |
| 12    | Jim Godsey House                                    |                            | 6. Juli 1982 ID-Nr. 82003999   | Tennessee State Route 30 35° 31′ 30″ N, 84° 51′ 6″ W                                                      | Decatur     |              |
| 13    | James Turk Griffith House                           |                            | 6. Juli 1982 ID-Nr. 82004022   | Tennessee State Route 58 35° 38′ 54″ N, 84° 41′ 18″ W                                                     | Ten Mile    |              |
| 14    | Jacob L. Grubb Store                                | Jacob L. Grubb Store       | 6. Juli 1982 ID-Nr. 82004000   | Tennessee State Route 58 35° 23′ 38″ N, 84° 54′ 2″ W                                                      | Decatur     |              |
| 15    | Hastings-Locke Ferry                                | Hastings-Locke Ferry       | 5. Jan. 1983 ID-Nr. 83003056   | westlich von Decatur an der Tennessee State Route 30 und am Tennessee River 35° 32′ 16″ N, 84° 52′ 41″ W  | Decatur     |              |
| 16    | Dr. D.W. Holloway House                             |                            | 6. Juli 1982 ID-Nr. 82004023   | River Road 35° 42′ 16″ N, 84° 41′ 35,8″ W                                                                 | Ten Mile    |              |
| 17    | Scott Hooper Garage                                 |                            | 6. Juli 1982 ID-Nr. 82004010   | Tennessee State Route 1 35° 21′ 21″ N, 84° 54′ 56″ W                                                      | Georgetown  |              |
| 18    | Hutsell Truss Bridge                                |                            | 6. Juli 1982 ID-Nr. 82004024   | Old Ten Mile Road 35° 36′ 49″ N, 84° 41′ 16″ W                                                            | Ten Mile    |              |
| 19    | Sam Hutsell House                                   |                            | 6. Juli 1982 ID-Nr. 82004025   | Old Ten Mile Road 35° 36′ 46″ N, 84° 41′ 15″ W                                                            | Ten Mile    |              |
| 20    | R.H. Johnson Stable                                 | R.H. Johnson Stable        | 6. Juli 1982 ID-Nr. 82004026   | Tennessee State Route 58 35° 40′ 49″ N, 84° 40′ 9″ W                                                      | Ten Mile    |              |
| 21    | Kings Mill Bridge                                   |                            | 6. Juli 1982 ID-Nr. 82004001   | Big Sewee Road 35° 34′ 40″ N, 84° 45′ 34″ W                                                               | Decatur     |              |
| 22    | MacPherson House                                    |                            | 6. Juli 1982 ID-Nr. 82004027   | in der Nähe der Hurricane Valley Road 35° 40′ 28″ N, 84° 38′ 33″ W                                        | Ten Mile    |              |
| 23    | McKenzie Windmill                                   |                            | 6. Juli 1982 ID-Nr. 82004011   | Tennessee State Route 58 35° 21′ 23″ N, 84° 54′ 55″ W                                                     | Georgetown  |              |
| 24    | Meigs County Bank                                   | Meigs County Bank          | 6. Juli 1982 ID-Nr. 82004003   | Court Square 35° 30′ 56″ N, 84° 47′ 23″ W                                                                 | Decatur     |              |
| 25    | Meigs County Courthouse                             | weitere Bilder             | 3. Aug. 1978 ID-Nr. 78002613   | Court Square 35° 30′ 53″ N, 84° 47′ 24″ W                                                                 | Decatur     |              |
| 26    | Mount Zion Church                                   |                            | 6. Juli 1982 ID-Nr. 82004006   | Mt. Zion Hollow 35° 37′ 28″ N, 84° 38′ 48″ W                                                              | Decatur     |              |
| 27    | Oak Grove Methodist Church                          |                            | 6. Juli 1982 ID-Nr. 82004028   | Pinhook Ferroy Rd. 35° 37′ 56″ N, 84° 46′ 12″ W                                                           | Ten Mile    |              |
| 28    | Alexander Patterson House                           |                            | 6. Juli 1982 ID-Nr. 82004029   | Wood Lane 35° 39′ 11″ N, 84° 40′ 51″ W                                                                    | Ten Mile    |              |
| 29    | Rice-Marler House                                   |                            | 6. Juli 1982 ID-Nr. 82004007   | Goodfield Valley Road 35° 28′ 42″ N, 84° 50′ 7″ W                                                         | Decatur     |              |
| 30    | Bradford Rymer Barn                                 | Bradford Rymer Barn        | 6. Juli 1982 ID-Nr. 82004012   | Tennessee State Route 1 35° 17′ 47″ N, 84° 57′ 11″ W                                                      | Georgetown  |              |
| 31    | Elisha Sharp House                                  |                            | 6. Juli 1982 ID-Nr. 82004030   | Old Ten Mile Road 35° 38′ 34″ N, 84° 40′ 23″ W                                                            | Ten Mile    |              |
| 32    | G. W. Shiflett Barn                                 |                            | 6. Juli 1982 ID-Nr. 82004013   | Tennessee State Route 1 35° 18′ 37″ N, 84° 54′ 53″ W                                                      | Georgetown  |              |
| 33    | Robert H. Smith Law Office                          | Robert H. Smith Law Office | 6. Juli 1982 ID-Nr. 82004008   | Tennessee State Route 58 35° 30′ 58″ N, 84° 47′ 19,7″ W                                                   | Decatur     |              |
| 34    | John Stewart House                                  |                            | 6. Juli 1982 ID-Nr. 82004009   | Tennessee State Route 58 35° 32′ 58″ N, 84° 46′ 19,9″ W                                                   | Decatur     |              |
| 35    | Surprise Truss Bridge                               |                            | 6. Juli 1982 ID-Nr. 82004031   | Sewee Creek Rd. 35° 38′ 51″ N, 84° 37′ 58″ W                                                              | Ten Mile    |              |
| 36    | Watts Bar Hydroelectric Project                     | weitere Bilder             | 14. Aug. 2017 ID-Nr. 100001474 | 6868 Tennessee State Route 68 35° 37′ 20″ N, 84° 46′ 48″ W                                                | Spring City |              |
| 37    | Andy Wood Log House and Willie Wood Blacksmith Shop |                            | 6. Juli 1982 ID-Nr. 82004015   | Tennessee State Route 1 35° 21′ 11″ N, 84° 55′ 42″ W                                                      | Georgetown  |              |

## Ehemalige Einträge
| [ 2 ] | Name                               | Bild           | Eintragsdatum                | Lage                                                 | Ort        | Beschreibung                             |
| ----- | ---------------------------------- | -------------- | ---------------------------- | ---------------------------------------------------- | ---------- | ---------------------------------------- |
| 1     | Buchanan House                     | Buchanan House | 6. Juli 1982 ID-Nr. 82003996 | Vernon Street 35° 30′ 49″ N, 84° 47′ 28,5″ W         | Decatur    |                                          |
| 2     | Culvahouse House                   |                | 6. Juli 1982 ID-Nr. 82004017 | River Road 35° 40′ 36″ N, 84° 43′ 3″ W               | Ten Mile   | Im Jahr 2009 durch einen Brand zerstört. |
| 3     | Locke House                        |                | 6. Juli 1982 ID-Nr. 82004002 | Concord Road                                         | Decatur    | Durch einen Brand im Jahr 1982 zerstört. |
| 4     | Meigs County High School Gymnasium |                | 6. Juli 1982 ID-Nr. 82004005 | Brown Street                                         | Decatur    | Im Jahr 2006 abgerissen.                 |
| 5     | H. C. Shiflett Barn                |                | 6. Juli 1982 ID-Nr. 82004014 | Tennessee State Route 1 35° 20′ 40″ N, 84° 55′ 10″ W | Georgetown |                                          |